# Divizion Bobrova
La Divizion Bobrova (in russo: Дивизион Боброва), chiamata anche in inglese Bobrov Division, appartiene alla Kontinental Hockey League e venne formata nel 2008. Dopo la riorganizzazione della lega nel 2009 venne inserita nella Western Conference. Il suo nome è stato scelto in ricordo di Vsevolod Bobrov, bandiera dell'hockey sovietico già medaglia d'oro olimpica.

## Squadre attuali
- Jokerit
- SKA Pietroburgo
- Soči
- Spartak Mosca
- Vitjaz’ Podol’sk
- Torpedo N. Novg.

## Campioni di Divizion
- 2008-09 -  Salavat Julaev (38-5-5-8, 129 pt.)
- 2009-10 -  SKA Pietroburgo (36-4-6-10, 122 pt.)
- 2010-11 -  Dinamo Mosca (28-2-8-16, 96 pt.)
- 2011-12 -  SKA Pietroburgo (32-6-5-11, 113 pt.)
- 2012-13 -  SKA Pietroburgo (36-2-3-11, 115 pt.)
- 2013-14 -  SKA Pietroburgo (30-5-5-14, 105 pt.)
- 2014-15 -  SKA Pietroburgo (36-5-5-14, 123 pt.)
- 2015-16 -  Jokerit (31-5-5-19, 108 pt.)
- 2016-17 -  SKA Pietroburgo (30-7-6-8, 137 pt.)
- 2017-18 -  SKA Pietroburgo (40-7-4-5, 138 pt.)
- 2018-19 -  SKA Pietroburgo (45-4-5-8, 103 pt.)
- 2019-20 -  SKA Pietroburgo (30-14-5-13, 93 pt.)
- 2020-21 -  SKA Pietroburgo (33-4-8-15, 82 pt.)

## Vincitori della Coppa Gagarin prodotti
- 2011-12 -  Dinamo Mosca
- 2012-13 -  Dinamo Mosca
- 2014-15 -  SKA Pietroburgo
- 2016-17 -  SKA Pietroburgo